# Annie Vallotton
Anne Marie Vallotton, detta Annie (Losanna, 21 febbraio 1915 – Sanary-sur-Mer, 28 dicembre 2013), è stata un'artista e disegnatrice svizzera con cittadinanza francese.

## Biografia
Era figlia dello scrittore, insegnante e giornalista svizzero Benjamin Vallotton, che aveva studiato teologia a Monaco e a Parigi; sua madre era nata in Alsazia, nipote di un pastore luterano. Il cugino del padre era il pittore Félix Vallotton.
Durante la Seconda guerra mondiale, insieme alla sorella Gritou, lavorò per la Resistenza; sfruttò la sua nazionalità svizzera per aiutarla a trasportare la posta. Vallotton lavorò anche in un centro per rifugiati a Tolosa, dove dipinse murales sui muri nel tentativo di renderli più accoglienti per le famiglie provenienti dalla Polonia, dall'Estonia e da altri Stati baltici. Durante la permanenza nel centro, Vallotton fece amicizia con il combattente della Resistenza Berty Albrecht, che era stato battezzato dal nonno di Vallotton.

### Carriera artistica
Cristiana da sempre, Vallotton si è proposta di semplificare il messaggio evangelico con l'uso di illustrazioni. Oltre alla Good News Bible, le sue opere comprendono From the Apple to the Moon (1970), Who Are You Jesus (1973), The Man who said No: Story of Jonah (1977) e The Mighty One and Sam (1982). 
Prima del suo successo con la Good News Bible, la sua unica opera era stata una raccolta di 60 illustrazioni sulla vita di Gesù, ritenuta così poco commerciabile dal suo agente che ne gettò 3.000 copie nella Senna.
All'Eurofest del 1975, la conferenza organizzata da Billy Graham in Belgio, Vallotton tenne ogni mattina, prima dell'esposizione della Bibbia, una conferenza illustrata su una lavagna luminosa, dotata di un rotolo di acetato.
All'inizio degli anni '60, impressionato dalle illustrazioni che aveva visto su Priority, l'editore newyorkese Eugene Nida contattò Vallotton per illustrare una Bibbia per bambini. Dopo un incontro di dieci minuti con Nida all'aeroporto di Stoccarda, Vallotton accettò di iniziare a lavorare alla Good News Bible. Vallotton creò più di 500 illustrazioni, alcune delle quali furono disegnate fino a 90 volte per ottenere il risultato desiderato.